# Indywidualne mistrzostwa Europy w speedrowerze
Indywidualne mistrzostwa Europy w speedrowerze (ang. European Senior Open Individual Cycle Speedway Championship) – turniej wyłaniający najlepszego zawodnika w speedrowerze w Europie. Prowadzony jest przez Międzynarodową Federację Speedrowerową. Pierwsze mistrzostwa odbyły się w 1994 roku w Holandii.

## Medaliści
| Rok  | Miejsce     | Złoto              | Srebro            | Brąz                 | Źr.   |
| ---- | ----------- | ------------------ | ----------------- | -------------------- | ----- |
| 1994 | Almere      | Andre Cross        | Tim Snook         | Pete Young           | [ 2 ] |
| 1996 | Rawicz      | Andre Cross        | Steve Harris      | Phil Moreton         | [ 2 ] |
| 1998 | Poole       | Andre Cross        | Dave Hemsley      | Jason Ashford        | [ 2 ] |
| 2000 | Rawicz      | Dave Hemsley       | Pete Young        | Damian Woźny         | [ 2 ] |
| 2002 | Sandwell    | Karol Szymański    | Marcin Puk        | Dave Hemsley         | [ 2 ] |
| 2004 | Bydgoszcz   | Damian Zaręba      | Marcin Szymański  | Mateusz Szymczak     | [ 2 ] |
| 2006 | Wednesfield | Damian Woźny       | Łukasz Jóźwiak    | Łukasz Nowacki       | [ 2 ] |
| 2008 | Rawicz      | Maciej Ganczarek   | Łukasz Nowacki    | Marcin Szymański     | [ 2 ] |
| 2010 | Leszno      | Marcin Paradziński | Maciej Ganczarek  | Marcin Szymański     | [ 2 ] |
| 2012 | Ipswich     | Marcin Szymański   | Paul Heard        | Łukasz Nowacki       | [ 2 ] |
| 2014 | Toruń       | Marcin Paradziński | Sebastian Paruzel | Przemysław Binkowski | [ 2 ] |
| 2016 | Poole       | Łukasz Nowacki     | Dawid Bas         | Przemysław Binkowski | [ 2 ] |
| 2018 | Częstochowa | Marcin Szymański   | Bartosz Grabowski | Remigiusz Burchardt  | [ 2 ] |
| 2022 | Tyldesley   | Ben Mould          | Lewis Brinkhoff   | Paweł Kozłowski      | [ 2 ] |
| 2024 | Kaszczorek  | Ben Mould          | Mikołaj Menz      | Dawid Bas            | [ 2 ] |